# Кабарівська Северина Іванівна

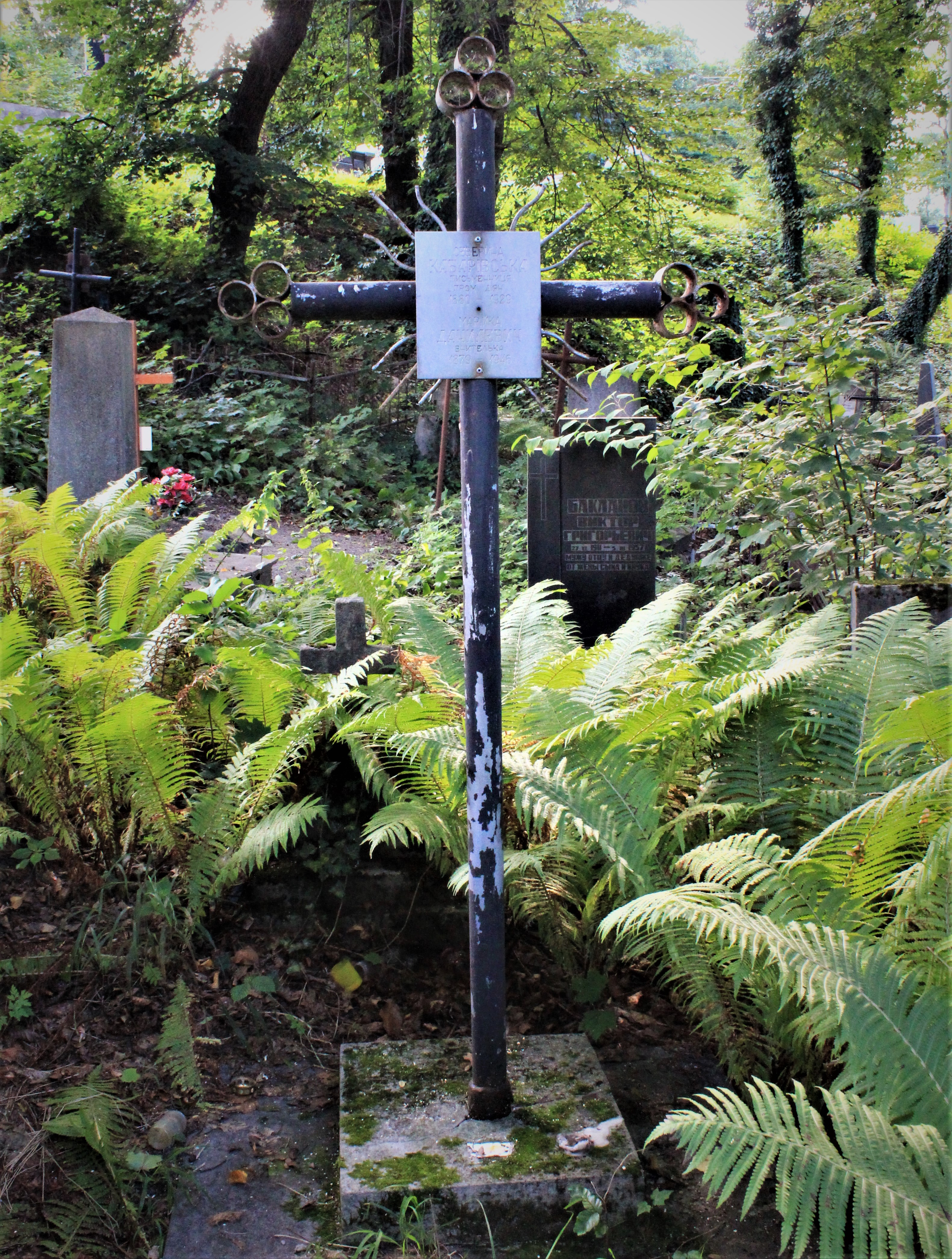
Могила письменниці Северини Кабарівської.

Северина Іванівна Кабарівська (18 грудня 1880, с. Білка Шляхетська, нині с. Верхня Білка, Львівського району Львівської області — 19 листопада 1929, м. Бурштин, нині Івано-Франківська область) — українська письменниця, публіцистка, громадсько-культурна діячка. Мати Богдана-Адама Кабарівського.

## Життєпис
Северина Кабарівська народилася 18 грудня 1880 року в селі Білці Шляхотській, нині Верхня Білка Підберізцівської громади Львівського району Львівської области України.
Навчалася у Львівській учительській гімназії. Працювала учителькою; виступила засновником, секретарем та головою Гуртка українських дівчат.
Протягом 1906—1911 років у с. Сихові (нині частина Львова) відкрила читальню, організувала драматичні гуртки, навчала неписьменних грамоти, учасниця створення товариств «Рідна школа», «Сокіл», «Кружок жінок», «Народних дім» та господарських курсів. У роки Першої світової війни була сестрою милосердя, а також збирала кошти для Українських січових стрільців.
Померла 19 листопада 1929 року в місті Бурштині на Івано-Франківщині. Похована у Львові, на 42 полі Личаківського цвинтаря.

## Доробок
Видала збірку поезій на національно-патріотичну тематику «Вкраїні служи!» (1919), оповідань для дітей «Тарас-пастушок» (1925). У газетних статях висвітлювала освітню, суспільну, літературну та патріотичну тематики (зокрема в часописах «Діло», «Український голос», «Український пласт», «Наша мета» і «Жіноча доля»).